# Rumba catalana
La rumba catalana és un estil musical originari de la comunitat gitana de Barcelona, amb influències de nombrosos estils.
Pels anys cinquanta i seixanta del segle xx, en primer lloc a través dels músics llatinoamericans que arriben a Barcelona amb orquestres de ball, i també pels nombrosos viatges de gitanos de Barcelona a Colòmbia i Veneçuela per a vendre-hi roba, unit als discos del nou gènere salsa que s'està desenvolupant a Nova York, es popularitzen aquests sons llatins entre els calós barcelonins i molts dels temes passen al seu repertori, prou familiaritzat amb els balls d'envelats i sales de festa, molt arrelats a la Ciutat Comtal.

## Història

### Orígens
L'origen de la rumba catalana no és prou clar, però alguns pensen que se situa al carrer de la Cera del barri del Raval de Barcelona en plena dècada del 1940. Alguns creuen que els pioners rumbers van ser l'Orelles, un gitano català que tocava la guitarra i cantava en les festes del barri, i el Toqui, un gitano que amenitzava amb les seves cançons els convidats i els nuvis en molts casaments gitanos. Defensen que ambdós gestaren una manera de tocar la guitarra combinada amb ritme, melodia i percussió. D'altres consideren que els pioners van ser altres patriarques de l'època com l'oncle Polla o l'oncle González, (el pare d'El Pescaílla), però que si més no corrien per aquell mateix carrer de la Cera amb la guitarra entre les mans.
D'altres, situen el bressol de la rumba catalana a Lleida capital. El Parrano, el Marquès de Pota o el Beethoven són alguns dels noms destacats d'aquesta rumba lleidatana gitana a la qual es coneix com el garrotín. El garrotín -originari d'Astúries o Cantàbria- són uns versos àcids, de denúncia social o senzillament irreverents pel pur plaer de molestar i dir el que es pensa que són entrellaçats amb una tornada «al garrotín, al garrotan, de la vera vera vera de Sant Joan» per donar temps a la improvisació.

#### Versions sobre l'origen
Segons el músic gracienc Manolo González el Patata, nebot del Pescadilla, la rumba catalana la va inventar en primera instància un germà del Pescadilla, Joan González (conegut com a onclo Polla per la seva cara esprimatxada, com de polla). Entre 1958 i 1959, l'oncle Polla va conèixer un mariner sud-americà mentre actuava a la taverna flamenca El Charco de la Pava, al carrer Escudellers; el mariner va acompanyar amb el bongo l'actuació de González i entre tots dos van improvisar així el ritme primigeni de l'actual rumba catalana. De seguida, el seu germà Antonio, el Pescadilla, va afegir el seu toc personal a aquest nou ritme i el va popularitzar entre els amics i, després, a tot Gràcia i a la ciutat sencera. Un altre músic gracienc, Nan Mercader, explica que en Peret -qui a l'època vivia al Portal de Barcelona- s'interessà per aquest nou ritme i el va perfeccionar amb força innovacions: a banda de la salsa sud-americana, Peret hi incorporà el rock dels seixanta. Fou ell qui va fer triomfar la rumba a la televisió i arreu de l'estat. Dues dècades més tard, els Gipsy Kings van incorporar allò que feia en Peret a tota mena d'estils, transformant fins i tot cançons melòdiques en rumba, i van exportar la seva música a tot el món.
Josep Maria Valentí, El Chacho, explica una altra versió: Peret vivia amb els seus pares al carrer Salvadors del Portal, on va aprendre de música amb gitanos del barri com ara el Bolo, el Cerdo i el Nilus. Més tard, Peret es va introduir en la música cubana durant llargues reunions al Bar Neptuno de la Ronda de Sant Pau i al Bar El Salchichón del carrer de la Cera. En aquestes trobades, on hi havia també el Polla, el Cerdo i el Chacho -i fins i tot en actuacions al carrer-, Peret va crear els fonaments de la rumba a partir de la música cubana.
L'estudiós del poble gitano Jean-Paul Escudero explica que ja a començaments del segle xx es documenta a Andalusia i a Lleida la "rumba gitana", influïda per ritmes cubans com són la rumba, l'havanera i el danzón. Durant la dècada de 1950, a Barcelona hi triomfaven artistes cubans com ara Antonio Machín i Armando Oréfiche, amb ritmes basats en la guaracha i el son; llavors, els gitanos de la ciutat van reformular aquesta música adaptant-la a la guitarra, amb l'ajut d'una mà que es transformava en percussió a imitació de les maraques i el bongo (el famós "ventilador").

#### Sobre l'autoria de Peret
Històricament, hi ha hagut divisió d'opinions sobre si la rumba catalana va ser una creació original del Pescadilla o bé d'en Peret. Tanmateix, l'opinió entre els músics en actiu -a data de 2018- és clara en el sentit que fou el mataroní qui va crear aquest gènere i qui li va donar la forma amb què el coneixem actualment. Així, per a Sicus Carbonell, líder de Sabor de Gràcia, el creador indiscutible de la rumba catalana fou Peret. Amb motiu del llançament del seu disc d'homenatge al cantant, Sabor a Peret (febrer del 2018), Carbonell declarà que, si bé El Pescadilla tocava rumba, la seva era més aviat flamenca; en canvi, la rumba catalana pròpiament dita, amb una guitarra i dos "palmeros", és una creació original de Peret. El net de l'artista, Dani Pubill, corrobora aquesta opinió.

### Consolidació

#### El "Pescaílla" i els orígens del gènere

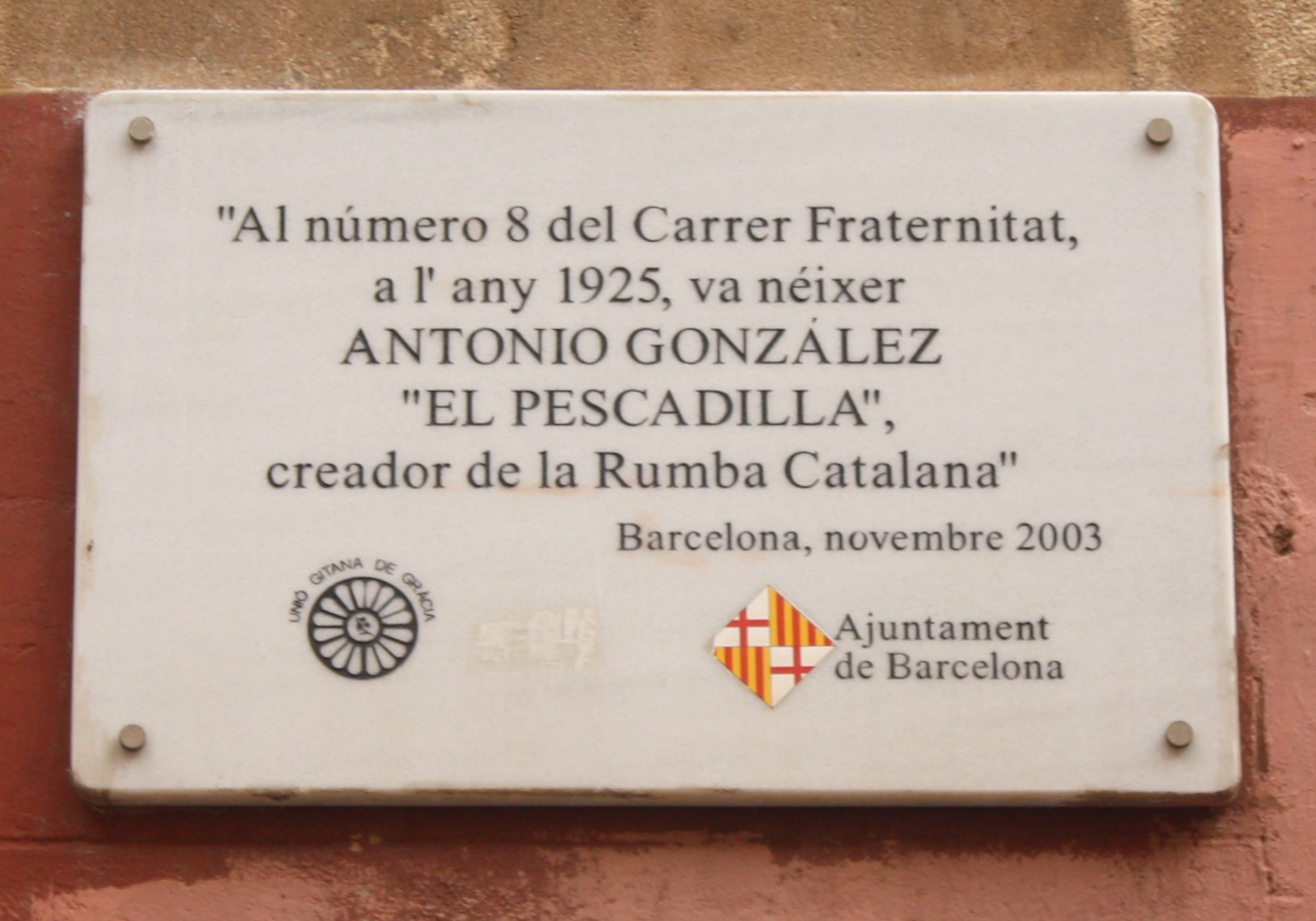
Placa en record del Pescadilla al barri de Gràcia

A la darreria dels anys cinquanta es forma el nucli originari que donarà lloc a la Rumba Catalana, com una derivació del tanguillo, pal del flamenc molt apreciat pels gitanos barcelonins.
Serà la família González, de Gràcia, amb l'oncle Polla, l'oncle Mero i sobretot, Antonio González El "Pescaílla" (nom que rebia en castellà, ja que els gitanos catalans el coneixen com a "El Pescadilla"), qui donarà forma a una manera de fer que utilitza la base rítmica creada pel ventilador (la mà percuteix la caixa de la guitarra alhora que toca les cordes, el seu ritme furor i més distintiu) i el martell (tècnica d'execució amb el bongó).
La Rumba Catalana, que s'ha anat forjant en festes gitanes, en rotllanes rítmiques que han anat adoptant patrons de la música caribenya -sense perdre l'entonació flamenca-, adopta amb els germans González la forma de cançó, i així pot ser interpretada per a un públic més ampli que el de les festes particulars improvisades. És també molt important el fet que aquests patrons rítmics poden aplicar-se temes d'altres estils, i ésser executats per rumba.

#### El gran èxit: Peret

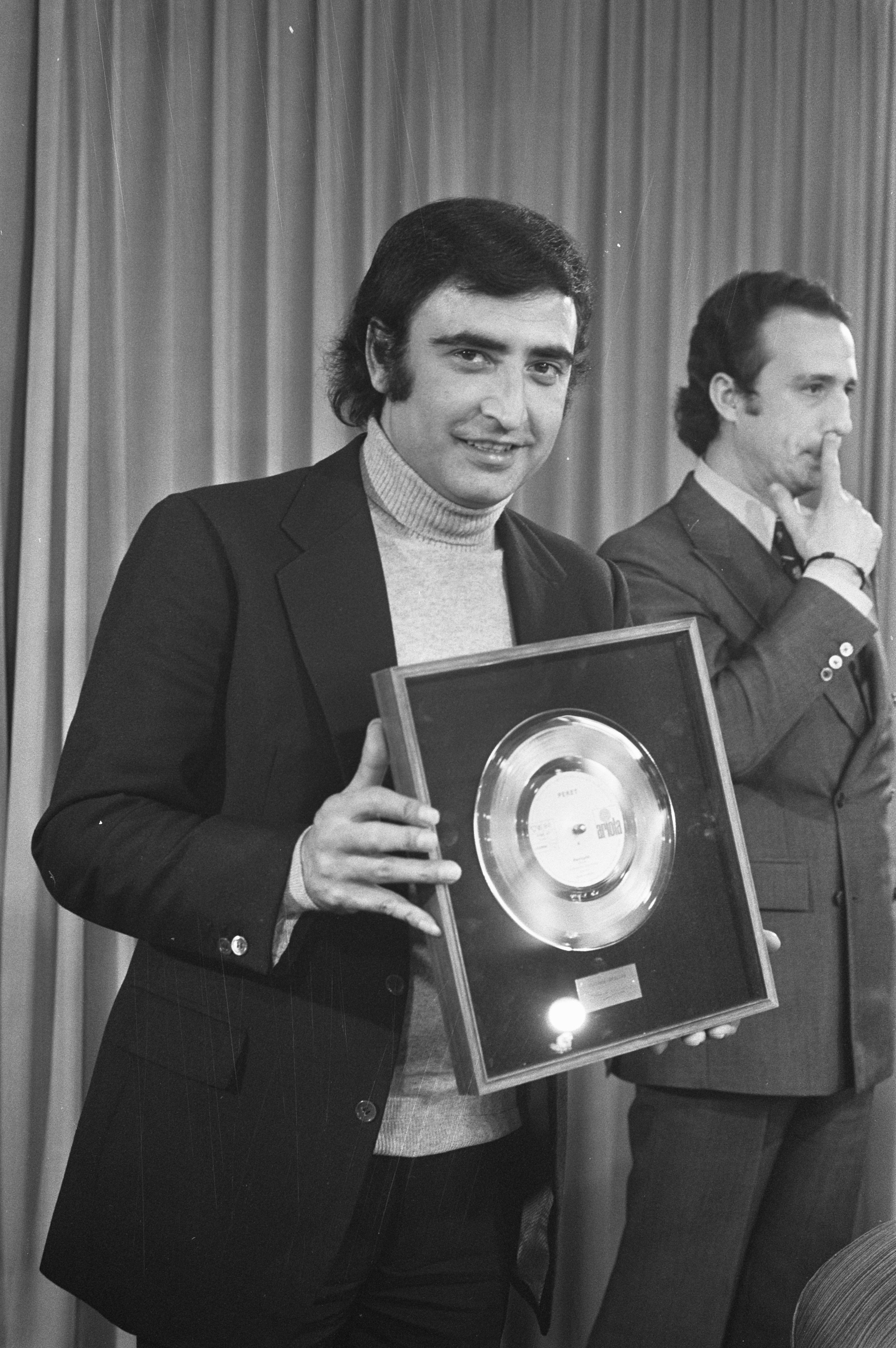
Peret en rebre un disc d'or a Amsterdam pel Borriquito el 1971

Sorgirà a poc a poc un planter d'artistes, generalment gitanos, i un públic interessat en aquesta ona musical. Chango, el Linus, el Huesos, la Marelu... Però serà Peret, gitano de Mataró, qui aconseguirà saltar dels ambients més estrictament rumberos i arribar al gran públic, en una època d'expansió de la indústria discogràfica a l'Estat Espanyol. Peret ha deixat per a la història de la rumba temes tan emblemàtics com Una lágrima (1968), El mig amic (1968), Borriquito (1971), Saboreando (1978), Gitana hechicera (1992) o la particular versió d'El muerto vivo (1966).
El triomf comercial de Peret arrossegarà alguns artistes més: Los Amaya, Rumba Tres… Fins i tot La Trinca popularitza la rumba Mort de gana el 1973, un tema que acabarà sent un dels més representatius del grup.

#### La dignificació del gènere
A partir dels anys setanta, l'evolució de la societat va posar la "rumba catalana" en una difícil tessitura: malgrat ésser un producte sorgit i arrelat en barris populars i catalans -com Gràcia, Hostafrancs o el carrer de la Cera-, el règim dictatorial de Franco intenta publicitar la visió -sobretot a Catalunya- de què la popular rumba és un producte-estrella més de l'"Espanya eterna" que per aquells anys cada cop s'omplia de 600, sueques i protestes de tota mena.
Musicalment, el "boom" comercial l'havia tornat més xaró, el públic disminuïa i l'ambient rumbero començava a patir-ho. En aquesta situació, s'ha de remarcar el paper a la ciutat de dos músics de talla: Mario Fernandez "Mayito" i Xavier Patricio Gato Pérez.
Fernandez "Mayito", cubà, havia estat ja pianista de la banda de Rafael Cortijo i de Tito Rodríguez, destacat intèrpret de salsa. I l'argentí "Gato Pérez" de latin jazz. Va residir i treballar a Nova York abans d'anar a viure a Barcelona. Un cop aquí, formarà la banda Salsa Gitana amb gitanos de Gràcia (família Abellán), i amb la presència de Ricard Tarragona i Manel González "Patata", nebot de "El Pescadilla". En el treball de "Salsa Gitana" es pot apreciar a la perfecció la presència de patrons musicals caribenys en el piano de "Mayito", barrejats amb tota naturalitat amb les entonacions calós de Gràcia. Aquesta base rítmica, ja establerta pels germans González, es farà permanent en la Rumba Catalana.
Gato Perez aporta un element inesperat a la Rumba Catalana. Músic amant i coneixedor de diversos estils (folklore argentí, jazz-rock, pop…) serà l'autor d'alguns temes memorables que demostraran sense dubte que els patrons de Rumba poden ser aplicats a la narració d'històries o a les reflexions existencials.

### Decadència
Però el "boom" comercial no es repetirà: Peret es tancarà en la prèdica de l'evangelisme, el "Pescaílla" viurà a Madrid a l'ombra de Lola Flores, i la febre caribenya es degradarà barroerament en "patxanga" de guingueta. S'hi afegirà el tancament de locals tan significatius com el Petxina, el Tabú, etc. El «Gato» Pérez, que als primers tres discos va obtenir un cert èxit, no aconsegueix mantenir-lo en els següents. Malgrat aquest era de decadència, en la dècada de 1980 sorgiren dues bandes molt significatives Chipen i Les Estrelles de Gràcia.
A escala internacional, però, la rumba catalana sí que va obtenir una gran repercussió a final de la dècada gràcies als èxits dels Gipsy Kings, un grup format per gitanos catalans de la Provença que oferien un estil innovador en què mesclaven aquesta modalitat amb el flamenc i el pop. Peret va declarar en una ocasió que ell havia creat la rumba, però els Gipsy Kings l'havien portada al món sencer.

### Repunt Olímpic
Els Jocs Olímpics del 92 van significar una revifalla de la Barcelona rumbera, malgrat que «El Gato» no ho pogués arribar a gaudir al finar el 1990. La rumba va tornar a l'escena mediàtica gràcies a una clara aposta institucional. L'objectiu era reivindicar un signe d'identitat català que servís alhora per integrar els nous catalans arribats principalment de les províncies del sud d'Espanya. La cançó Amics per sempre i la versió en clau de rumba de l'All My Loving dels The Beatles que van interpretar Los Manolos a la cerimònia de clausura dels Jocs, va representar un cop d'efecte per a la nova rumba catalana; Peret també interpretà la cançó dedicada a la ciutat de Barcelona, Gitana hechicera.

### Era postolímpica
En l'era postolímpica, la rumba catalana s'ha consolidat com a forma musical. L'empenta olímpica engrescà formacions com els Ai! Ai! Ai! o Sabor de Gràcia (ambdós impulsats per Sicus Carbonell), mentre que a poc a poc altres músics, sense cap mena de tradició rumbera, començaren el que es considera la segona joventut de la rumba, després de la protagonitzada pel Gato Pérez. D'altres com Son d'Aquí o La Rumba d'Avui desapareixerien.

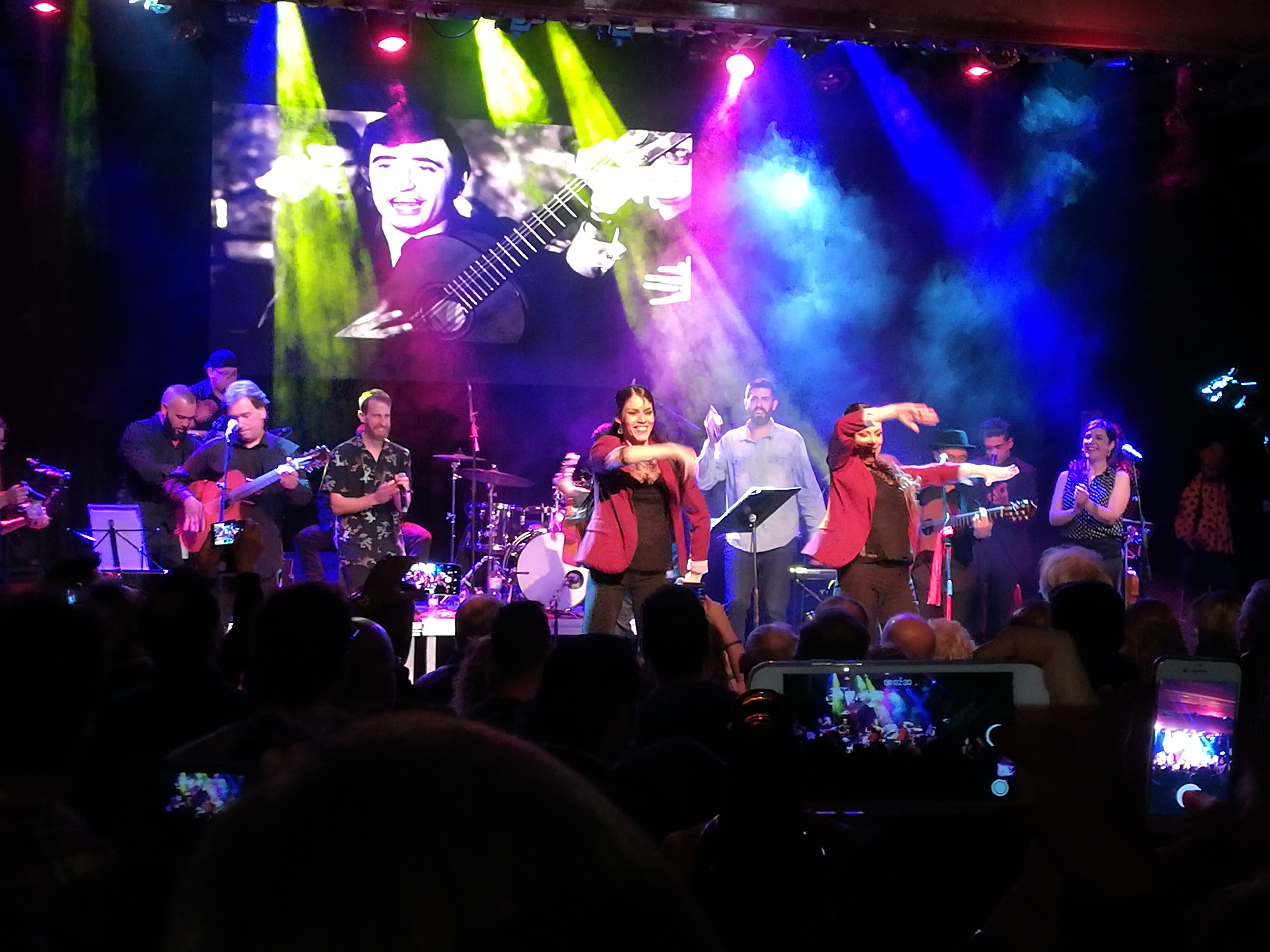
Sabor de Gràcia en concert el 2018

Van començar a aparèixer noves bandes arribades de llocs inèdits per a la rumba com La Garriga, Sabadell o Girona que feren despertar un nou interès entre el públic més jove al fusionar-la amb altres estils moderns. Dusminguet, amb una amalgama de sons que van de la cúmbia a la rumba o la posterior banda de Joan Garriga anomenada La Troba Kung-Fú, obriren les portes a un nou moviment.
Aquest grups han dinamitzat i popularitzat la rumba catalana de nou i han produït nous fenòmens de masses en un terreny que mai no havia estat gaire concorregut. Alguns exemples de grups reeixits que han festejat amb la rumba al tombant de segle són Gertrudis, Muchachito Bombo Infierno i, sobretot, Ojos de Brujo i Estopa.
L'èxit d'aquestes formacions ha fet augmentar la llista de grups que s'atreveixen amb la rumba catalana com La Pegatina, Rauxa, El Tío Carlos, Bongo Botrako, Pantanito, Carles Mestre o La Banda del Panda. Entre 2005 i 2010 es crearen associacions pel foment de la rumba catalana com Rumbacat o el FORCAT. Fins i tot, alguns discjòqueis com Txarly Brown presenten sessions setmanals dedicades a la rumba en sales barcelonines com el KGB o l'Apolo.
En 2013 es va presentar el documental Cuchíbiri cuchíbiri sobre Peret i la rumba catalana, obra de Carles Prats. El 2016, el mateix autor va presentar-ne un altre, Peret i l'origen de la rumba catalana, basat en un projecte inacabat que havia començat el mateix Peret el 2010.
El 17 d'octubre del 2017, Joan Ximénez el Petitet, històric de la rumba al Portal de Barcelona, dirigí l'Orquestra Simfònica de Rumba del Raval al Gran Teatre del Liceu, on presentà l'espectacle Petitet i la seva Rumba Simfònica. Des del 2016, el cineasta Carles Bosch (autor de Balseros i Bicicleta, cullera, poma) està treballant en una nova pel·lícula sobre la vida d'aquest músic que es dirà Petitet (Rumba pa' ti) i s'estrenarà durant el primer trimestre del 2018.

### El Raval és Rumba

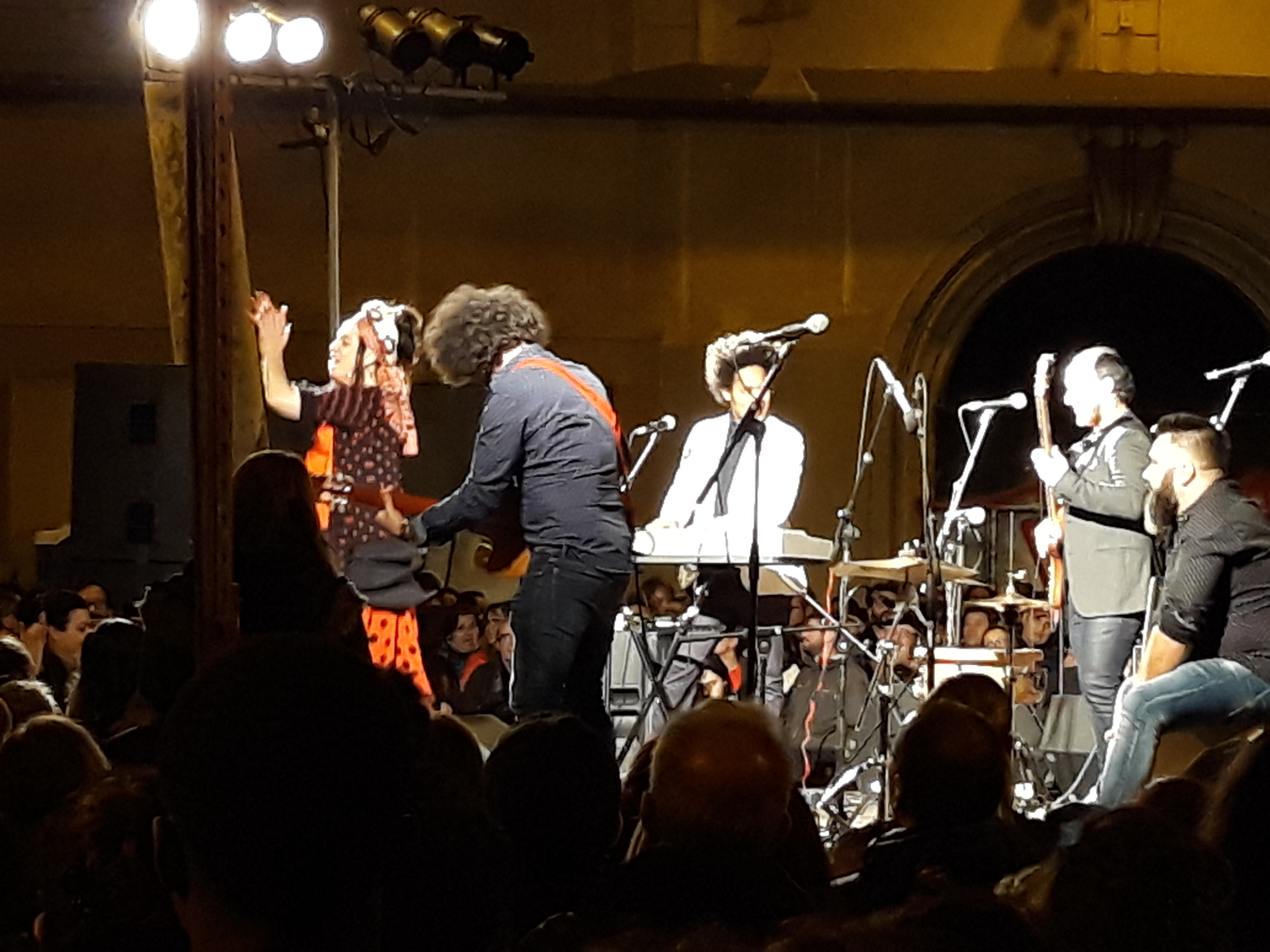
Marina "La canillas". Concert a la Ronda de Sant Pau.

El 20 de gener de 2018, al carrer de la Cera, s'inauguraren dues mitgeres, dedicades a la rumba, de l'artista Luís Zafrilla. Amb motiu de la inauguració d'aquestes dues peces, des de les 11 del matí fins a les 8 de la tarda, es va celebrar a la Ronda de Sant Pau una festa ciutadana amb tallers gratuïts de rumba, ràdio en directe, cercavila rumbera, paella sarandonga, discofòrum i actuacions musicals.
Peret Reyes (Chipen), Marinah (Ojos de Brujo) i Petitet acompanyat de Los Amaya, Maruja Garrido o la Tía Pepi, Sam Mosketon, Jack Tarradellas i Cajones Sanroqueros van ser alguns dels i de les artistes que hi varen participar.
El carrer de la Cera, situat al Raval de Barcelona, es considera l'origen històric de la rumba catalana al districte barceloní de Ciutat Vella. La jornada festiva, anomenada "El Raval és Rumba", s'emmarca en un procés de treball comunitari per recuperar i visibilitzar la memòria de la rumba al Raval.

## Reconeixements
El març del 2015 es va anunciar que diversos representants de la rumba i escoles de música impulsaven una candidatura perquè la rumba catalana fos declarada Patrimoni Cultural Immaterial de la Humanitat per la Unesco. La candidatura comptava amb el suport del Ministeri de Cultura francès, el Consell Nacional de la Cultura i de les Arts (CONCA) i la Comissió Europea.
El 24 de juliol del 2015, el Parlament de Catalunya va declarar la rumba com a Patrimoni d'interès cultural i musical a Catalunya.
El febrer de 2016 es va crear l'Associació Professional d'Autors i Creadors de Rumba Catalana (APAC), amb el lema «La rumba és nostra!» i presidida per Sicus Carbonell.
El 2023 el Ministeri de Cultura espanyol, dirigit per Miquel Iceta, va posar impediments a sol·licitar aquest reconeixement davant la UNESCO perquè la petició feia referència només al seu caràcter «català», i va suggerir que es canviés el nom per «rumba espanyola o d'Espanya», o bé es demanés conjuntament com a rumba flamenca.